# Texarkana (Teksas)
Texarkana je grad u američkoj saveznoj državi Teksas. Prema popisu stanovništva iz 2010. u njemu je živjelo 36.411 stanovnika.